# 17127 Ryanwestcott
A 17127 Ryanwestcott (ideiglenes jelöléssel (17127) 1999 JE69) a Naprendszer kisbolygóövében található aszteroida. A LINEAR projekt keretében fedezték fel 1999. május 12-én.